# 거북이의 음반 목록
다음은 거북이의 음반 목록이다.
- 1집: 사계 (임수빈이 원년 멤버)
- 2집: 컴온 (임수빈이 탈퇴, 손연옥이 영입)
- 3집: 얼마나
- 4집: 비행기 (거북이 사요)
- 5집: 마이네임 (임성훈의 마지막 앨범)
- 6집: 못다한 이야기 (유작)